# Stanwellia pexa
Espèce
Synonymes
- Aname pexa Hickman, 1930

Stanwellia pexa est une espèce d'araignées mygalomorphes de la famille des Pycnothelidae.

## Distribution
Cette espèce est endémique de Tasmanie en Australie.

## Description
Le mâle syntype mesure 13,0 mm et la femelle syntype 22,0 mm.

## Systématique et taxinomie
Cette espèce a été décrite sous le protonyme Aname pexa par Forster en Hickman, 1930. Elle est placée dans le genre Stanwellia par Main en 1972.

## Publication originale
- Hickman, 1930 : Studies in Tasmanian spiders. Part IV. Papers and Proceedings of the Royal Society of Tasmania, vol. 1929, p. 87-122.